# بلوغ (فیلم)
بلوغ فیلمی به کارگردانی و نویسندگی مسعود جعفری جوزانی محصول سال ۱۳۷۷ است.
حسین یاری دیپلم افتخار بهترین بازیگر نقش اول مرد را برای بازی در این فیلم از هجدهمین جشنواره فیلم فجر بدست آورد.

## خلاصه داستان
ناصر خاوری و نامزدش سیمین که هر دو پزشک هستند، به عنوان مددکار اجتماعی نیز فعالیت می‌کنند. دکتر خاوری همواره خاطره دردناکی از غرق شدن دوستش بهروز را به یاد می‌آورد و از این که شنا بلد نبوده تا او را نجات دهد دچار عذاب وجدان است. او به عنوان مددکار اجتماعی نیز به شدت درگیر مشکلات دیگران است و سیمین از این بابت او را سرزنش می‌کند. کوکب، زنی که شوهری معتاد دارد، از او کمک می‌خواهد و دکتر از شوهر کوکب می‌خواهد که خانواده‌اش (کوکب و دو فرزندش آرزو و مهدی) را تنها بگذارد تا زندگی معمولی خودشان را ادامه دهند. مهدی و آرزو از رفتار پدرشان ناراحت هستند و آرزو دچار فشارهای عصبی بسیاری است. دکتر روحانی، پدر سیمین که کانون اصلاح تربیت را اداره می‌کند، به داماده آینده اش مژده می‌دهد که او و دخترش در امتحان درجه عالی پزشکی قبول شده‌اند و می‌تواند آنها را به خارج بفرستد. ناصر و سیمین در حیاط بزرگ خانه زن ثروتمندی به نام خانم معارف، کارگاهی برای کمک به مددجویان تشکیل داده‌اند. خانم معارف به ناصر می‌گوید که رامیار، نوه او که از خارج آمده، به دلیل عکاسی در یکی از خیابان‌های تهران بازداشت شده‌است. ناصر برای ضمانت او به کمیته می‌رود و رامیار را نزد مادربزرگش می‌آورد. یحیی، پسر نوجوانی که با خواهرش نزد پدر معتادشان روزگار سختی را می‌گذرانند، مدام از پدرش کتک می‌خورد. ناصر به پدر او پیشنهاد می‌کند که یحیی را به بهزیستی ببرد، ولی دوستان معتاد پدر یحیی، ناصر را به سختی کتک می‌زنند. با این حال ناصر موفق می‌شود بچه‌ها را از خانه فراری دهد.

## بازیگران
- حسین یاری
- ویشکا آسایش
- منوچهر احمدی
- محمود استادمحمد
- ولی شیراندامی
- جمیله شیخی
- سحر جعفری جوزانی
- نرگس هاشم پور
- رامیار رسوخ
- هاشم روحانی
- فتح اله جعفری جوزانی
- پژمان بازغی
- محمدرضا شریفی‌نیا
- اصغر رحمانی
- رامیار گلزاری
- لیندا مشرفی
- آبتین رضایی‌نیا
- احمد رمضان‌زاده
- پرستو دولتخان
- محسن رجبی
- کیمیا حقیقی
- ایرج سرباز
- علی اکبر فیضی
- افشین پایدار
- سعید دلیری
- لادن نصیری
- مهتاب میرفخرایی
- آزاده پیمان
- فرشید قریبیان
- مرتضی کریمی
- مهدی نصیری
- میلاد سرباز
- محمدعلی یارمحمدی
- عین اله ارفعی